# ドーグリー語映画
ドーグリー語映画（ドーグリーごえいが、Dogri cinema）は、インドの映画のうちドーグリー語で製作された映画を指す。「パハリウッド（Pahariwood）」の通称で知られている。

## 歴史
1966年9月に最初のドーグリー語白黒映画『Gallan Hoyein Beetiyan』が公開され、2010年8月にループ・サーガルが監督、アミット・チョードリーが脚本・プロデューサーを務めたドーグリー語映画初のカラー映画『Maa Ni Mildi』が公開された。1999年にはシャンカール・バーンが監督、B・R・イーシャラが脚本を務めたドーグリー語テレビ映画『Chanchlo』が製作された。同作はドゥールダルシャンで放送され、批評家から高い評価を得ている。
クルディップ・クマールが監督した『Gallan Hoyein Beetiyan』はジャンムーのシャンカール・シアターで上映された。2003年にはインド児童映画協会がドキュメンタリー・ドラマ映画『Himmat』を製作し、インド国際映画祭のパノラマ部門に出品された。2011年1月14日にはジャンムーに拠点を置くNGO団体「Abhiyaan」が製作した長編映画『Lakeer』が同地のハリ・シアターで上映された。同作はシヴ・ダット・シャルマが監督を務め、インド・パキスタン分離独立によって引き裂かれた家族を描いている。同年12月16日にはニーラム・クマール・プールが監督した『Kuggi Maar Duaari』が公開され、同作のスタッフはドーグリー語文化振興に寄与したことで、ジャンムー大学から記念品が贈呈された。またジャンムー・カシミール州教育省からも推薦されており、地域文化団体から9つの賞を授与されている。2012年9月21日にパンカジ・カジュリラが監督・プロデューサーを務めた『Reet』が公開され、2014年2月28日には最初の二言語（ドーグリー語、カシミール語）映画『Gul Gulshan Gulfam』が公開された。同日に公開された『Geetiyan』はラーフル・シャルマが監督を務め、ドーグリー語映画史上最大のヒットを記録した。

## ドーグリー語映画の一覧
- Gallan Hoyein Beetiyan（1966年）
- Maa Ni Mildi（2010年）
- Kuggi Maar Duaari（2011年）
- Dille Ch Vasya Koi（2011年）
- Reet（2012年）
- Gul Gulshan Gulfam（2012年）
- Geetiyan（2014年）

## 国家映画賞
国家映画賞にはインド憲法第8附則で定められた公用語で製作された映画を表彰する長編映画賞があり、その中にはドーグリー語長編映画賞も含まれている。同賞を受賞したドーグリー語映画は、第59回国家映画賞で選出されたランジーヴ・ラタンの監督作品『Dille Ch Vasya Koi』のみである。